# 鈴木祐司
鈴木 祐司（すずき ゆうじ、1958年 - ）は、NHK放送文化研究所主任研究員兼解説委員。
愛知県西尾市出身。1982年東京大学文学部卒業後、NHK入局。函館、東京、大阪で、NHKスペシャルなどドキュメンタリー番組の制作を担当。1997年、NHK放送文化研究所に移る。放文研主任研究員として様々なシンポジウムの司会を務めるほか、解説委員として放送・通信分野の解説を行っている。

## 担当番組
- あすを読む
- スポーツ&ニュースの中のコーナー「時論公論」
- スタジオパークからこんにちはの中のコーナー「暮らしの中のニュース解説」の放送・通信分野
- NHKラジオ夕刊